# Manuel Pérez de Uriondo
Manuel María de los Dolores Lucas Blas Pérez de Uriondo y Menéndez (Santiago de Chile, 17 de octubre de 1793 - Salta, 1851), más conocido como Manuel Pérez de Uriondo, fue un militar chileno que destacó como uno de los patriotas de la guerra de independencia del Río de La Plata, especialmente en la Republiqueta de Tarija.

## Biografía
Nació en la noche del 7 de febrero de 1822, al día siguiente, en el oratorio del Palacio Episcopal de Santiago fue bautizado por el entonces Obispo D. Blas Manuel Sobrino y Minayo.
Don Manuel Uriondo siguió la carrera de armas; al igual que la mayoría de los caudillos que fueron leales a la Corona de España, a partir de la Revolución de Mayo, en 1810 pasó a revistar entre los patriotas en la guerra de independencia.
En 1811, Manuel contrajo nupcias en la Villa de Tarija con la tarijeña Guadalupe Vásquez [Ruiloba], hija de José Vásquez y de Melchora de Ruiloba. De la unión tuvieron cuatro hijos: Antonio Pérez de Uriondo (1813), María Melchora Pérez de Uriondo (1815), Juan Manuel Pérez de Uriondo (1816), y Juan Manuel Pérez de Uriondo (1822).
Estuvo en Uruguay el 1812 junto a su hermano Francisco Pérez de Uriondo formando parte del Regimiento de Dragones de la Patria al mando de José Rondeau. 
En el poder para testar que hacia finales de 1816 que otorgó su madre, Dñ. Inés Menéndez Valdez, se la atribuye ser a la sazón “capitán de uno de los regimientos que están en el Ejército real del Alto Perú”; posteriormente por estar “entre la espada y la pared”, por los ambos bandos, decidió unirse a los independentistas.
Como su hermano Francisco se puso a las órdenes de Manuel Belgrano en el Ejército del Norte, destacando su participación en 1817 en la batalla de Tarija y en diversas batallas y combates en esta región. 
Su esposa Dña. Guadalupe falleció el 24 de enero de 1823 en Tarija, lugar donde recibieron sepultura sus restos mortales. En 1826 fue teniente coronel de los Ejércitos de la Patria. Manuel, residente en Tarija, entre 1825 y 1826 estuvo en constantes luchas y conflictos contra los probolivianos, coronel tarijeño Bernardo Trigo Espejo y coronel irlandés Francis Burdett O'Connor, quienes por órdenes de Antonio José de Sucre, invadieron el territorio tarijeño comandando el ejército colombiano enviado por Sucre, dieron golpes de estados en las dos ocasiones, esto para anexar el territorio a la República de Bolivia (tal objetivo se cumpliría a finales de 1826). Manuel y la población tarijeña sufrieron distintos atropellos y apresamientos por parte de los invasores, ya que él al igual que la mayoría de los tarijeños, era leal a la nación rioplatense y estuvo luchando por el territorio de Tarija. 
Sufriendo el exilio más adelante, se dirigió a Salta, donde se casó con Dña María Agustina Zenarruza y Palacios, quien era hermana de Dña María Andrea Zenarruza y Palacios —mujer de D. Francisco Pérez de Uriondo—; Manuel en el matrimonio con María Agustina, tuvo un solo hijo: José Félix Pérez de Uriondo. Don Manuel Uriondo Falleció en Salta en 1851, se presume que sus hijos se establecieron en Tarija, Argentina y Chile.
Era nieto de los III marqueses de Yavi, Dr. Joaquín Pérez de Uriondo y Murguía y de Antonia Prudencia Martiarena del Barranco y Fernández Campero, y sobrino del Cnel My. Juan José Feliciano Fernández Campero y Pérez de Uriondo Martiarena, conocido como el marqués de la Guerra Gaucha, hermano de Cnel. Francisco Pérez de Uriondo y del Sgto. My. Pedro Nolasco Pérez de Uriondo.